# Emerita Augusta

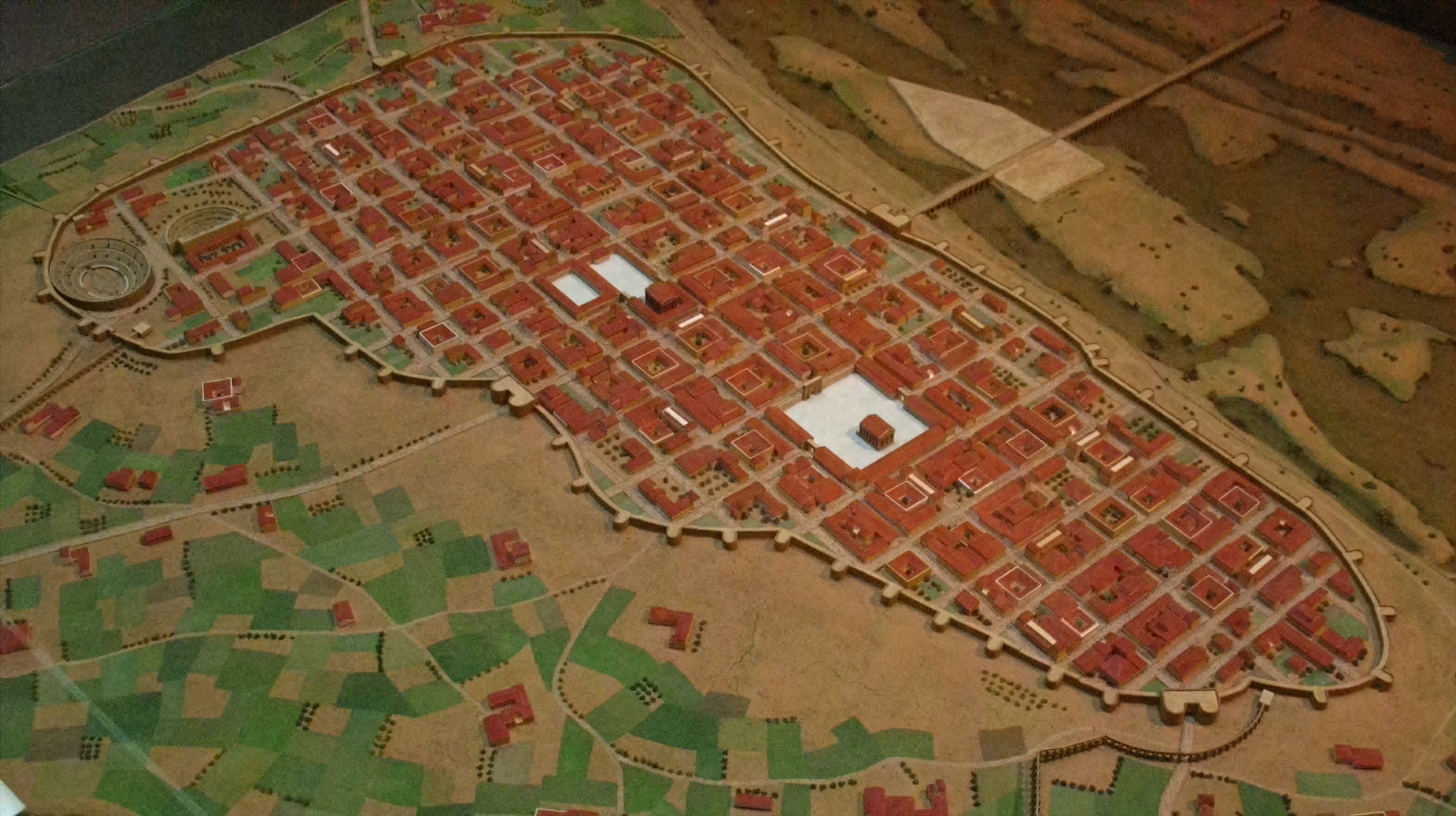
Modell der Römerstadt mit Stadtmauer (2008)

Emerita Augusta, auch Augusta Emerita genannt (vollständiger Name Colonia Iulia Augusta Emerita), war eine römische Stadt im Südwesten Spaniens, aus der sich das heutige Mérida entwickelte.

## Lage
Im Römischen Reich war die Stadt Hauptstadt der Provinz Lusitania und damit die westlichste Provinzhauptstadt des Imperium Romanum. Die Stadt lag am Übergang der wichtigen Nord-Süd-Römerstraße Vía de la Plata über den Fluss Guadiana. Mehrere Jahrhunderte, bis zum Untergang des Römischen Reichs, war Mérida ein wichtiges wirtschaftliches, militärisches und kulturelles Zentrum.

## Geschichte
Augusta Emerita wurde Ende des Jahres 25 v. Chr. von Publius Carisius, wahrscheinlich im Auftrag von Kaiser Augustus, als Kolonie für die Veteranen der römischen Legionen V Alaudae und X Gemina gegründet. Der Name emerita (lat. „verdient“, „ausgedient“) war in diesem Sinne Programm. Die Stadtgründung war Teil einer Neuordnung der spanischen Provinzen durch den Kaiser als Folge der Feldzüge gegen die Kantabrer und Asturer im Nordwesten der Halbinsel. Im Laufe der Zeit wurden zahlreiche repräsentative Gebäude errichtet: Theater, Amphitheater, Circus, Tempel, Brücken und Aquädukte.
Wie viele römische Stadtgründungen der Region erlebte Mérida in den ersten beiden Jahrhunderten nach Christus eine Blütezeit, was sich vor allem in den Steindenkmälern widerspiegelt. Verschiedene Weihungen an Götter und Kaiser sowie Ehreninschriften von Magistraten und Soldaten verdeutlichen den Status als Provinzhauptstadt. Etwas unterrepräsentiert sind im Vergleich zu anderen Römerstädten auf der iberischen Halbinsel die lokalen Beamten.
Bereits um 250 n. Chr. gibt es Belege für eine christliche Gemeinde in Augusta Emerita, etwa durch einen Brief des Cyprian an die Gemeinden von Asturica, Legio und Emerita. In frühchristlicher Zeit nahm Emerita eine herausgehobene Stellung ein, in der Spätantike wurde es Sitz der Dioecesis Hispaniae. Die römische Epoche Méridas endete mit der Eroberung der iberischen Halbinsel durch Vandalen und Westgoten im 5. Jahrhundert. Die Reihe der Kaiserinschriften endet mit einer Inschrift für Kaiser Theodosius I.

## Erhaltene Gebäude

### Römische Brücken und Straßen

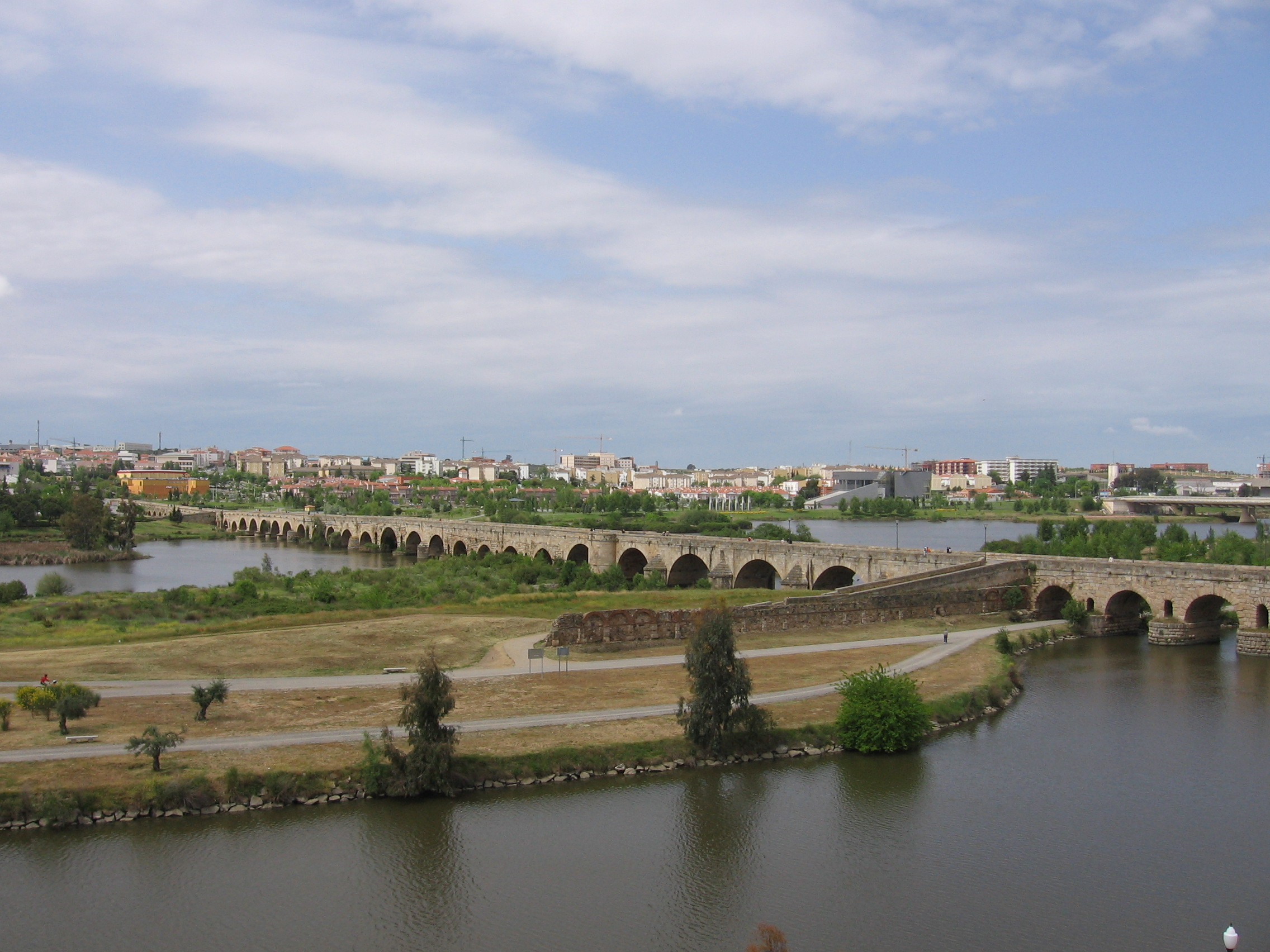
Der Puente Romano, das weltweit größte erhaltene antike Brückenbauwerk

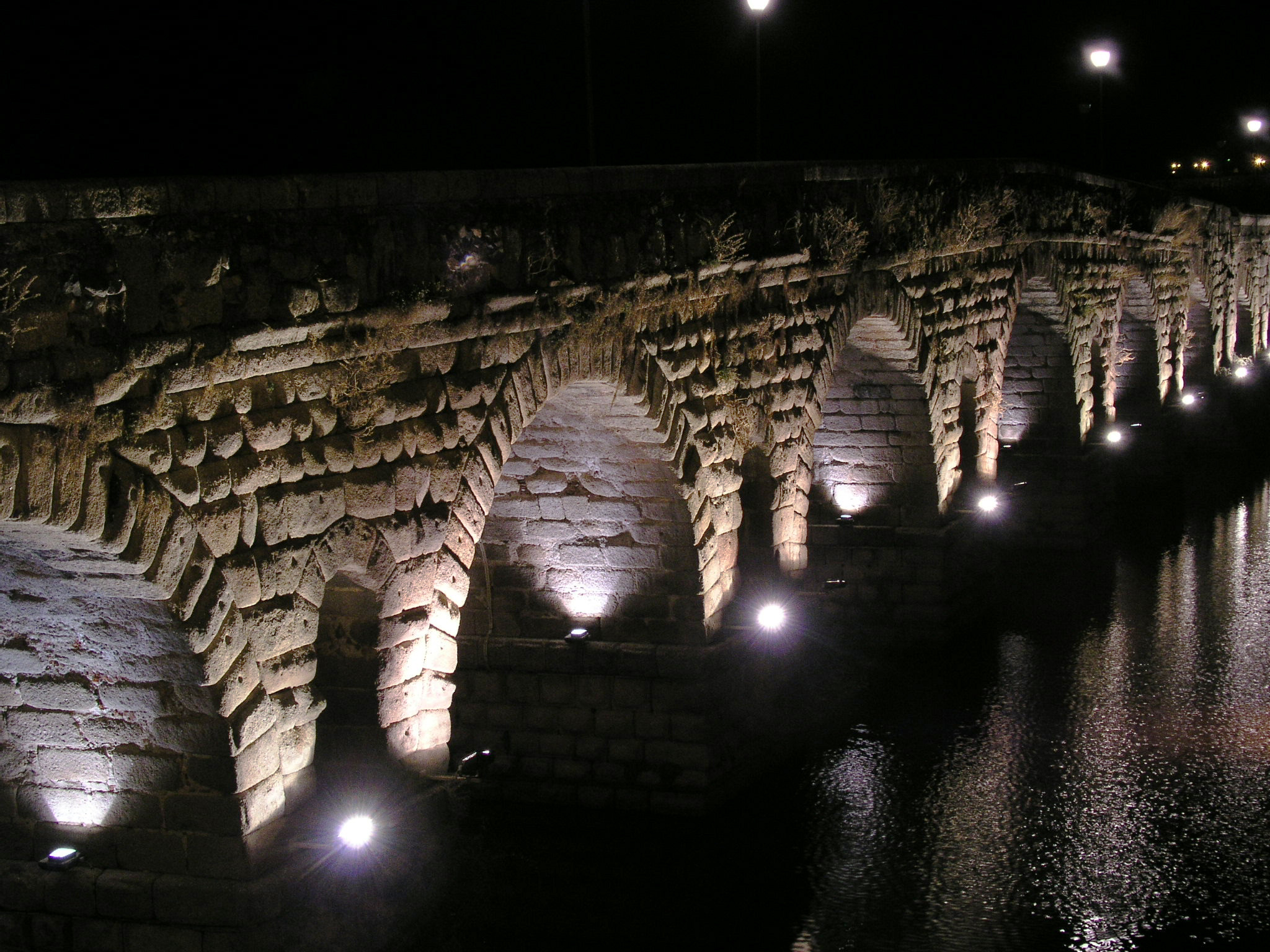
Die Bögen des Puente Romano sind nachts angestrahlt. (2004)

#### Brücke über den Guadiana
Der Puente Romano („Römerbrücke“) ist eine römische Brücke über den Fluss Guadiana, die bis in die 1990er Jahre in Benutzung war. Man kann sie in gewisser Weise als den Ursprung der Stadt betrachten, da sie Teil einer der wichtigsten Lebensadern der römischen Kolonie in Spanien, des decumanus maximus war. Der Ort der Brücke ist sorgfältig gewählt und befindet sich an einer seichten Stelle des Flusses, an der es zudem eine kleine Flussinsel gibt, die den Strom teilt. Die heute vorhandene Brücke verläuft seit einer Erneuerung im 17. Jh. in einem Stück über den Fluss. Ursprünglich überspannte sie den Fluss in zwei Bogengruppen, die mit einer Holzträgerkonstruktion verbunden waren. Teile der Originalbrücke wurden 1603 bei Hochwasser zerstört. Danach wurde beschlossen, die beiden Bogengruppen mithilfe weiterer Bögen in der Mitte zu verbinden. Die Brücke ist mit nunmehr 792 m Länge eine der längsten, in wesentlichen Teilen erhaltenen Brücken aus römischer Zeit.

#### Brücke über den Albarregas
Mit einer Länge von 145 m ist sie nicht so lang wie die etwa gleichzeitig erbaute über den Fluss Guadiana. Sie ist Teil der Hauptstraße Méridas namens cardo maximus, der zweiten wichtigen Route der Stadt. Dieser Cardo Maximus ist als Teil der Via de la Plata („Silberstraße“) in alter wie neuer Zeit eine der wichtigsten Nord-Süd-Verbindungen Spaniens gewesen (Sevilla-Mérida-Salamanca-Lugo). Dies verdeutlicht die überragende strategische Lage Méridas für das römische Reich, gelegen am Schnittpunkt zweier überregionaler Handelsrouten in nordsüdlicher und ostwestlicher Richtung.

### Forum

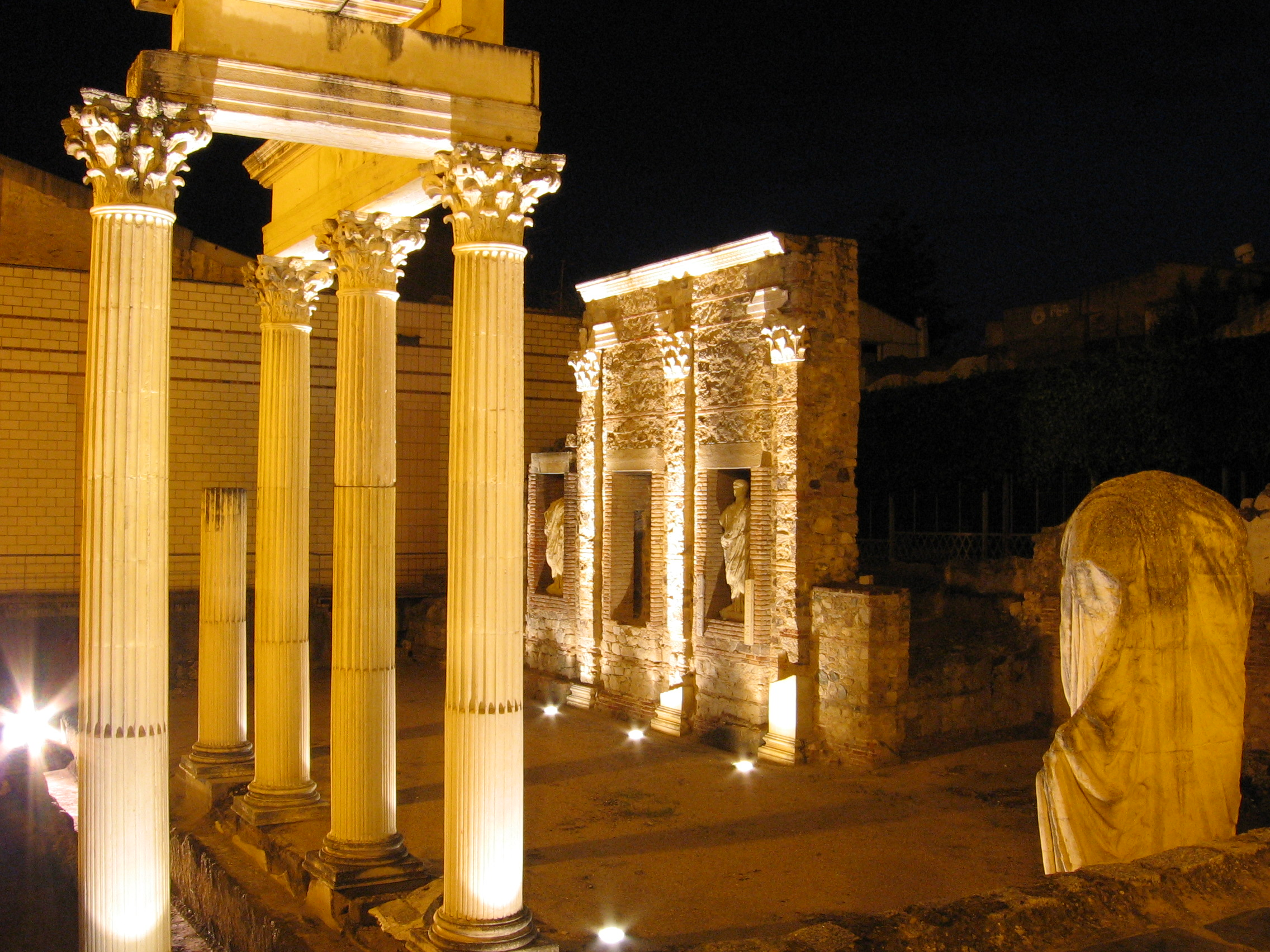
Forum bei Nacht (2006)

Die Reste des Forums sind Teil eines Bauprogramms der Provinzhauptstadt, die vermutlich das Augustusforum in Rom kopieren sollten. Ähnliche Bauprogramme sind in Tarraco (Hauptstadt der Provinz Hispania Tarraconensis) und Corduba (Hauptstadt der Provinz Baetica) durch Funde von Architekturteilen und Statuenfragmente anzunehmen. Die in der Ausdehnung bekannte, aber nicht größer ergrabene Anlage befand sich am Kreuzungspunkt der beiden Hauptstraßen im Stadtzentrum.
Von besonderer Bedeutung sind die Funde von Statuen, weshalb das Forum auch als „Marmorforum“ bezeichnet wird. Hervorzuheben ist eine Gruppe von sechs togati, die alle der gleichen Werkstatt entstammen und in der Ausführung Parallelen in späteren Darstellungen des iulisch-claudischen Kaiserhauses haben. Die architektonische Nähe zum Augustusforum wird durch Funde mehrerer sogenannter clipei deutlich, die Medusa- oder Ammonsköpfe zeigen. Eine Ascanius-Statue, die sich heute im Museo Arqueológico Nacional de España in Madrid befindet, dürfte ebenso wie in Rom, Teil der Darstellung der Flucht des Aeneas aus Troja gewesen sein.

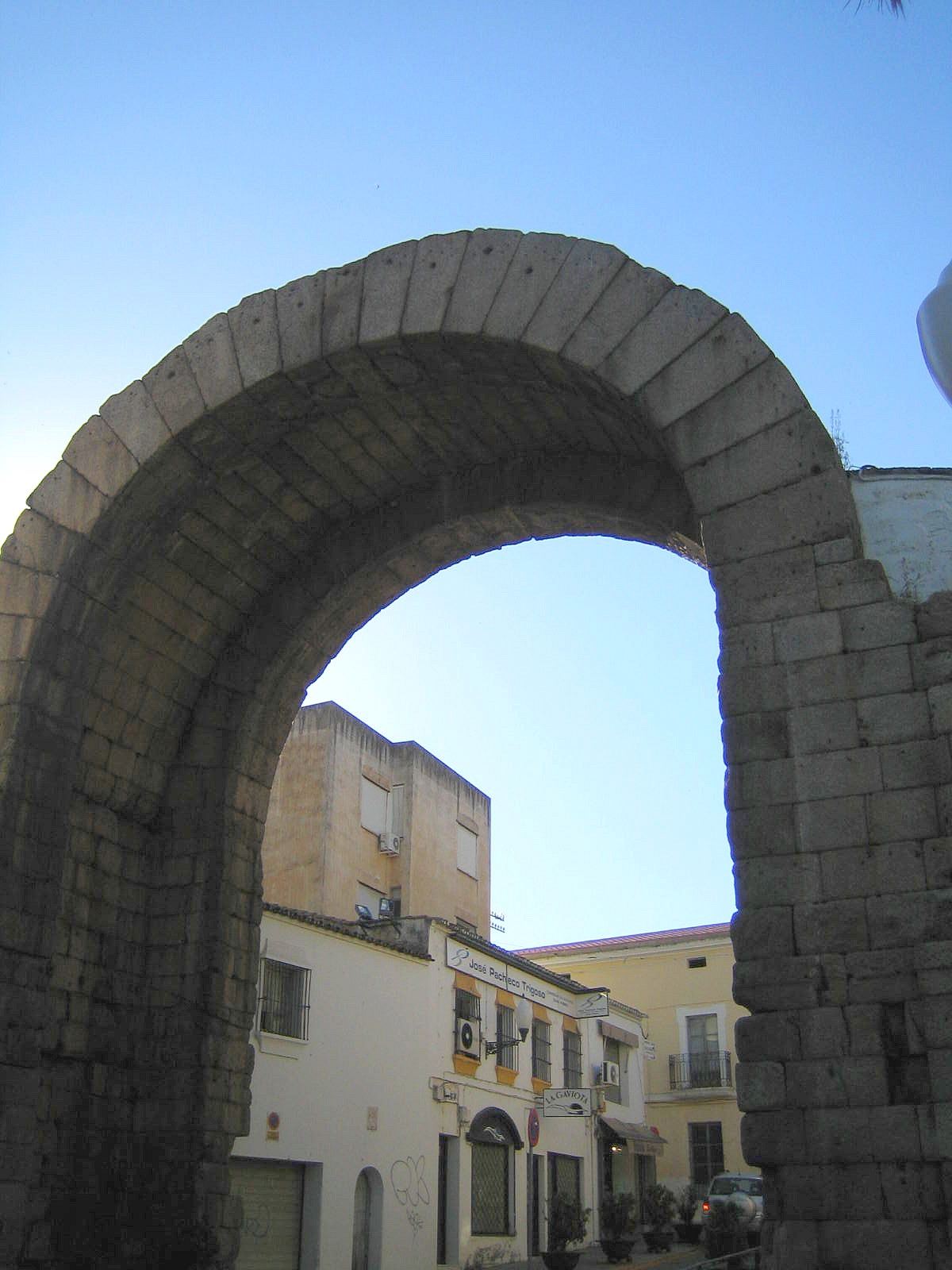
Arco de Trajano (2006)

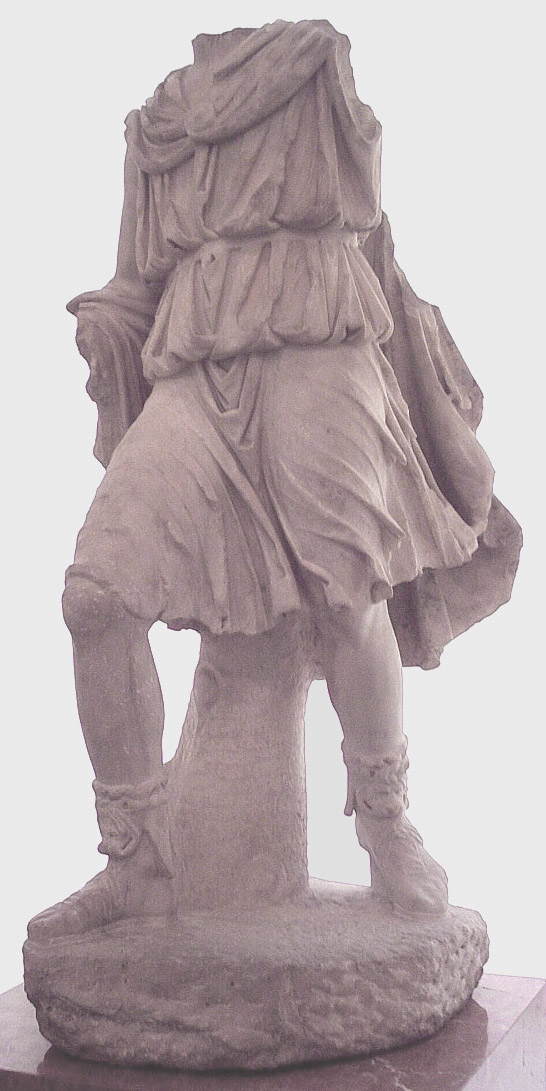
Ascanius-Statue, heute im Museo Arqueológico Nacional de España, Madrid
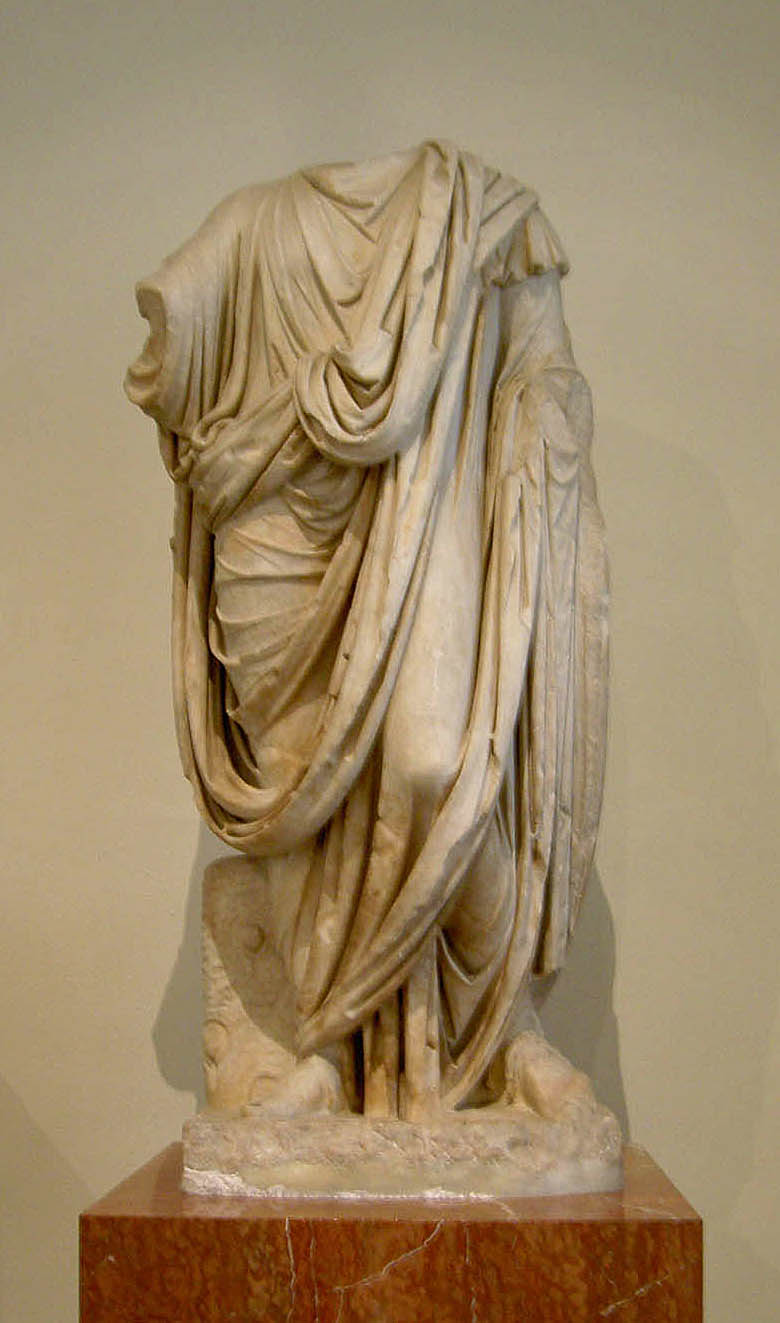
Togastatue, heute im Museo Nacional de Arte Romano, Mérida

### Trajansbogen
Der sogenannte Arco de Trajano war kein Triumphbogen, sondern ein Stadttor. Er befindet sich nahe beim heutigen Stadtzentrum und überspannt den cardo maximus – in der Antike eine der Hauptverkehrsstraßen der Stadt. Der heute sichtbare Kalkstein war ehemals mit Marmor verkleidet. Die lichte Weite des Bogens beträgt neun Meter. Die Herkunft aus trajanischer Zeit ist ungesichert. Zwei Bauphasen sind fassbar, von denen die erste auf die Gründungszeit der Stadt und die zweite auf die erste Hälfte des 2. Jahrhunderts datiert werden können.

### Dianatempel

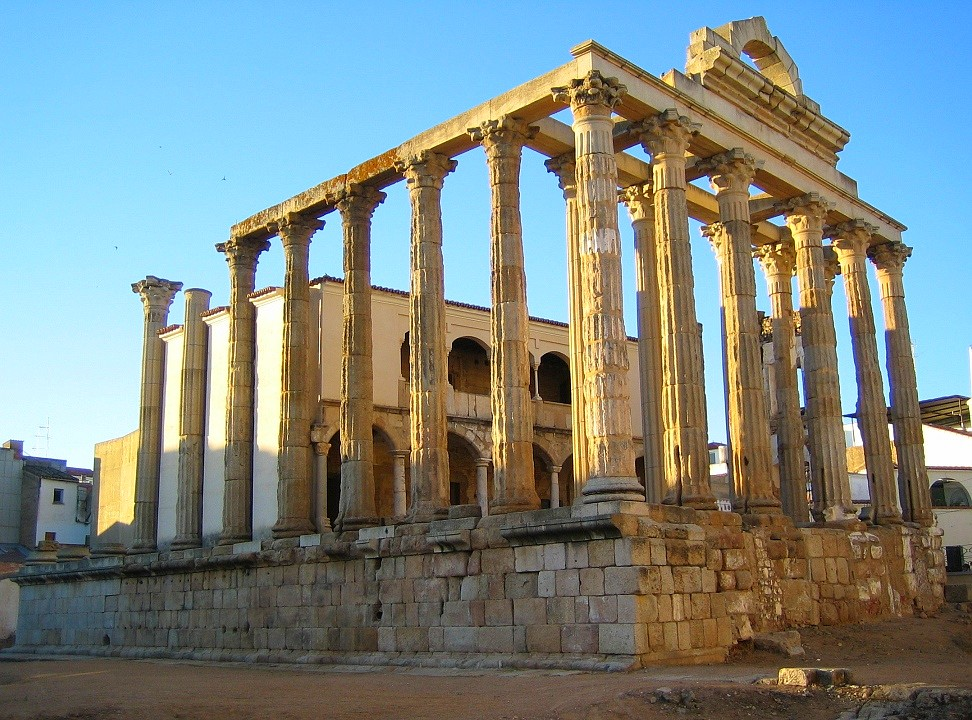
Sogenannter Dianatempel

Der sogenannte Tempel der Diana war Teil des Forums der Stadt. Er diente dem Kaiserkult, in dem die Imperatoren als Götter verehrt wurden. Der Name „Dianatempel“ wurde bei der Entdeckung irrtümlich vergeben. Es ist das einzige religiöse Gebäude der Stadt, das sich in einem zufriedenstellenden Zustand erhalten hat. Es wurde gegen Ende des ersten vorchristlichen oder Anfang des ersten christlichen Jahrhunderts in der augusteischen Epoche erbaut. Das Gebäude ist rechteckig und war von Säulen umgeben. Die Vorderfront zeigte zum Forum und besteht aus sechs Säulen. Der gute Erhaltungszustand ist dem Umstand zu verdanken, dass das Gebäude in den Palast der Grafen de los Corbos integriert wurde, welcher im Renaissancestil errichtet wurde und dessen Reste immer noch zu sehen sind. Zu seinem Bau wurden vor allem Granitsteine und -säulen verwendet.

### Circus

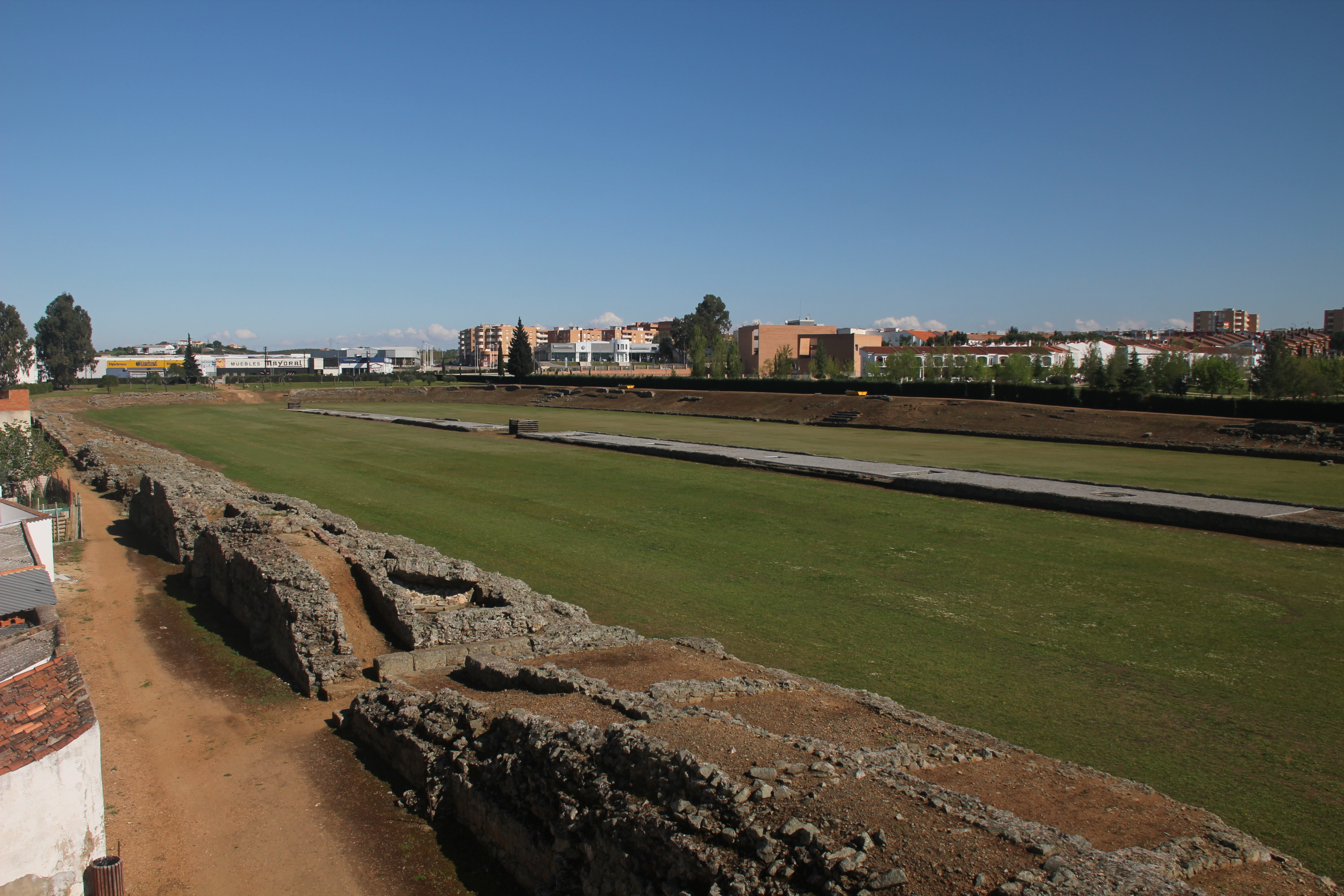
Römischer Circus in Mérida (2014)

Mit mehr als 400 Metern Länge und 100 Metern Breite war der Circus (Pferderennbahn) einer der größten Veranstaltungsorte der Stadt und – ebenso wie das Amphitheater – ein Zuschauermagnet. Wegen seiner Größe befand er sich außerhalb der Stadtmauern, am Rand des Weges von Mérida (Emerita Augusta) nach Córdoba (Corduba) und Toledo (Toletum). Dieser Circus hatte ein Fassungsvermögen von 30.000 Zuschauern, die je ihrem Rang (Aristokraten, Bürger, Arbeiter) in drei Rängen Platz fanden. Er wurde vermutlich zu Beginn des 1. Jahrhunderts nach Christus, vermutlich zu Zeiten des Kaisers Tiberius, gebaut. Die Mittelachse der Arena ist 223 m lang ist und 8,5 m breit. Um diese herum wurden Rennen mit Gespannen von zwei Pferden (bigae) bzw. vier Pferden (quadrigae) abgehalten. Die erfolgreichen Fahrer (aurigae) der Gespanne waren sehr populär und wurden in Gemälden und Mosaiken verewigt.

### Römisches Theater

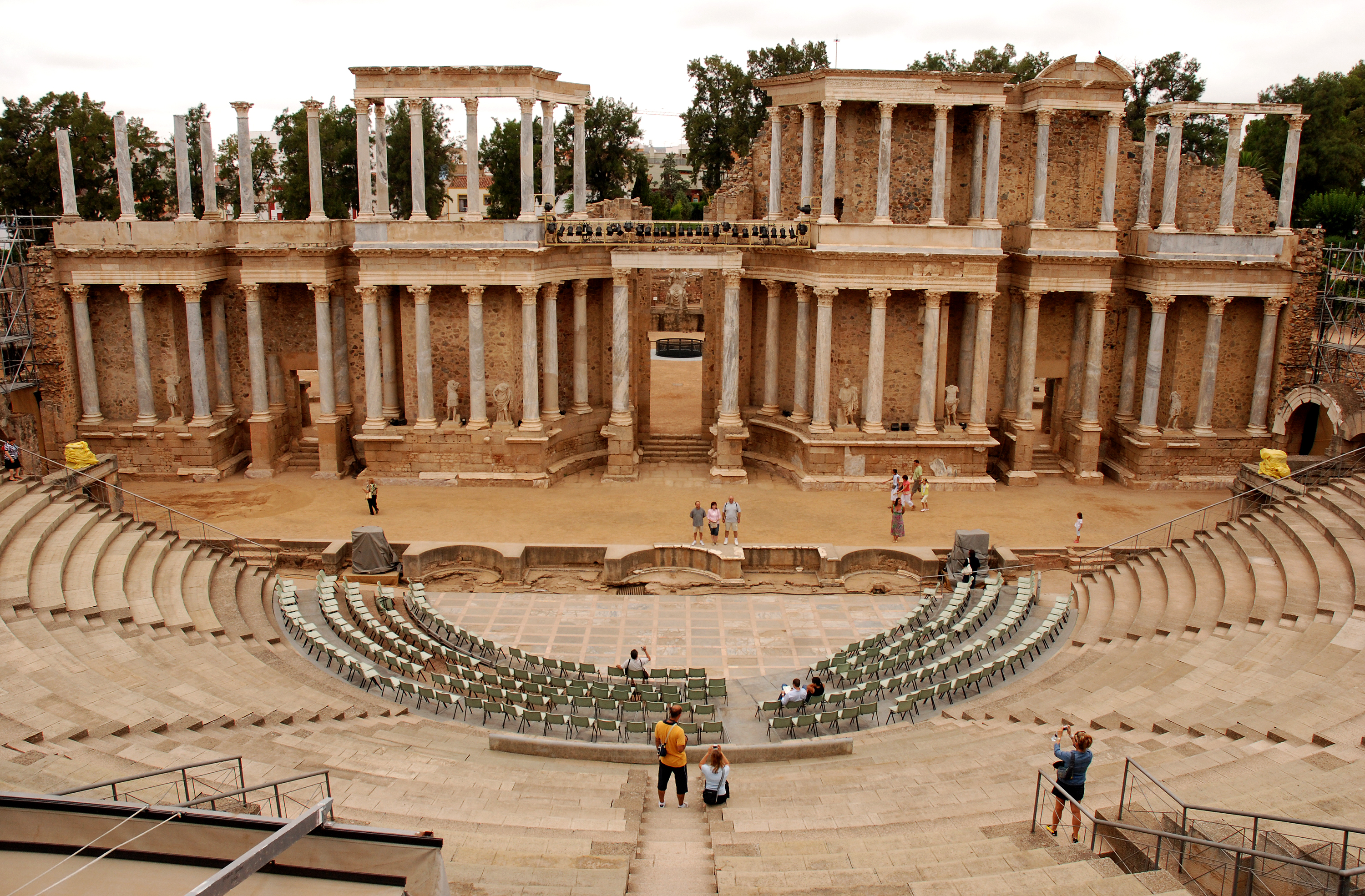
Innenansicht des römischen Theaters (2007)

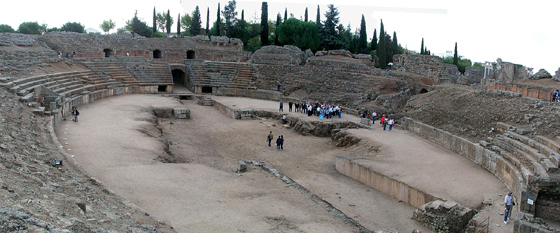
Amphitheater Mérida

Der Bau wurde durch den Konsul Marcus Vipsanius Agrippa in Auftrag geben und vermutlich zwischen 16–15 v. Chr. eingeweiht, worauf eine Inschrift hinweist. Eine weitere Inschrift belegt eine Restaurierung unter Kaiser Hadrian. Es ist eines der spektakulärsten Bauwerke der Stadt und ist seit 1933 Spielstätte des Festivals des klassischen Theaters, womit es seine ursprüngliche Funktion wiedererlangt hat. Es besteht aus einer Tribüne (cavea) mit einer Kapazität für 6000 Zuschauer, die in drei Bereiche unterteilt ist: imacavea, media und summa. Die beiden unteren Bereiche sind gut erhalten bzw. wiederhergestellt, während der obere (summa) stärker gelitten hat. Ein weiterer Bereich ist die orchestra, in der bei Aufführungen der Chor untergebracht war. Daneben gibt es noch die Bühne (pulpitum) und dahinter das Bühnengebäude (scaenae frons), das als Kulisse diente und mit die schönste und charakteristischste Ansicht des Theaters bietet. Es besteht aus korinthischen Marmorsäulen, in deren Zwischenräumen Skulpturen aufgestellt sind.
Das Bühnengebäude hat drei Zugänge, deren mittlerer sich valva regia nennt, die seitlichen valvae hospitalia. Hinter der Bühne befindet sich ein Garten mit Pergolen. Das Theater wurde mehrfach umgebaut. Das Bühnengebäude wurde zur Zeit Trajans, am Ende des 1. Jahrhunderts n. Chr., errichtet. Ein weiterer Umbau erfolgte zwischen 330–340 n. Chr. In späterer Zeit wurde das Theater nicht mehr genutzt und verfiel, sei es durch Vernachlässigung oder Erdbeben. Auch das Bühnengebäude stürzte ein. Zeitweilig diente es sogar als Steinbruch, wobei der obere Zuschauerrang (summa) abgetragen wurde. In der Neuzeit konnten jedoch die Säulen des Bühnengebäudes geborgen und wieder aufgestellt werden. In dem Theater werden beim alljährlichen Sommerfestival noch heute klassische Theaterstücke aufgeführt.

### Amphitheater
Das Amphitheater war bei großen Teilen der Gesellschaft beliebter als das Theater, da hier die blutigen Tier- und Gladiatorenkämpfe stattfanden. Es wurde 8 v. Chr. eingeweiht. Das Gebäude umgibt eine elliptische Arena und bietet 15.000 Zuschauern Platz. Es ist wie das Theater in drei Ränge gegliedert. Nur der unterste Rang ist erhalten geblieben, die oberen beiden wurden als Steinbruch genutzt und abgetragen.

### AquäduktLos Milagros

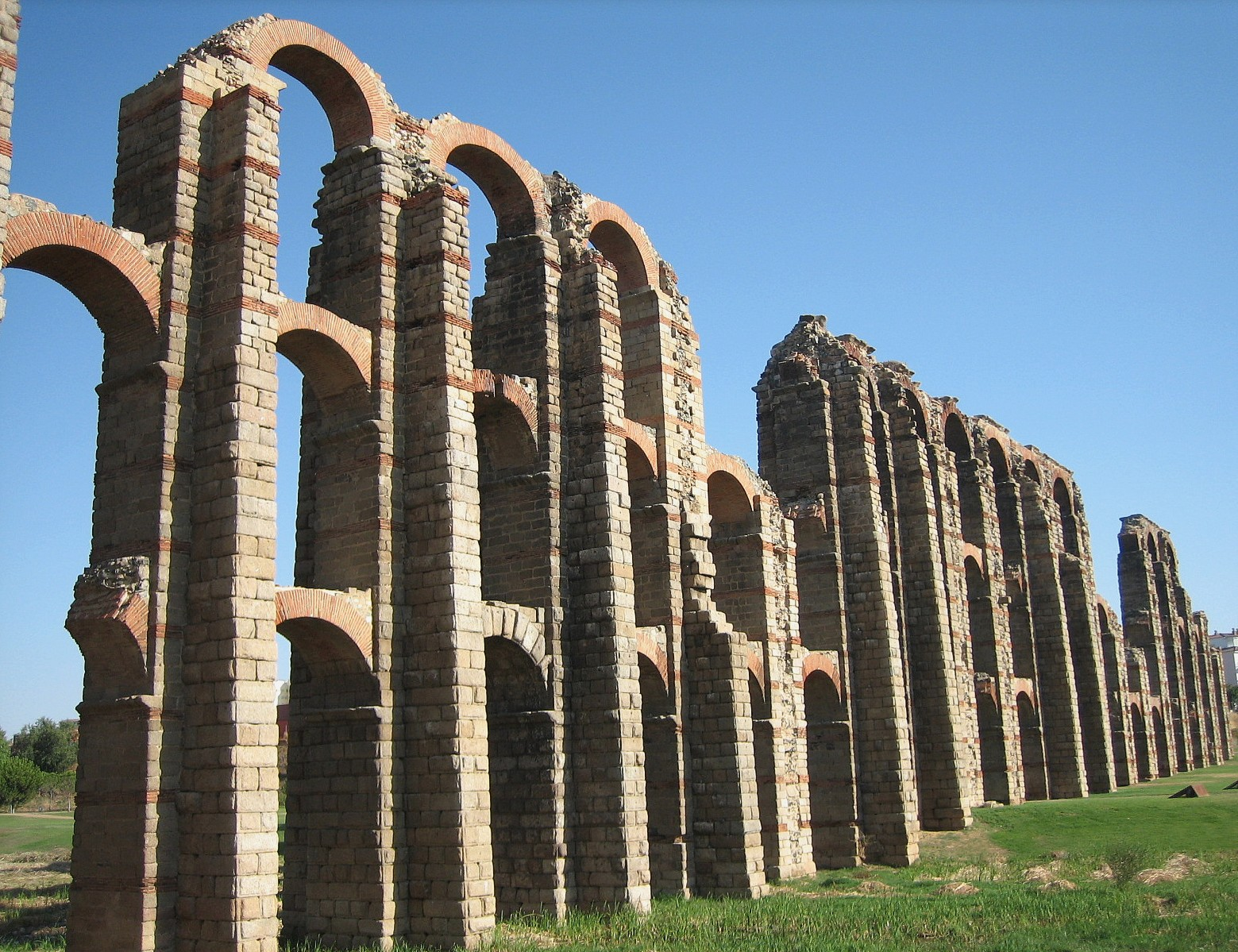
Römischer Aquädukt Los Milagros (2006)

Der aus vorgefertigten Granit- und Ziegelsteinen errichtete große Aquädukt (Acueducto de los Milagros) führte Wasser aus der Proserpina-Talsperre fünf Kilometer vor der Stadt nach Emerita Augusta. Die Wasserleitung verlief teils ober-, teils unterirdisch und wurde unter Augustus um die Zeitenwende errichtet. Der brückenartige Teil mit seinen maximal 25 Meter hohen Pfeilern und den dazwischengespannten Bögen ist relativ gut erhalten. Die durchschnittliche lichte Weite der Bögen liegt bei 4,50 m, stärkere Abweichungen davon sind aber stellenweise vorhanden. Die eigentliche Wasserrinne ist im Laufe der Jahrhunderte verschwunden – wahrscheinlich wurde sie von Menschenhand abgetragen.

### AquäduktRabo de Buey

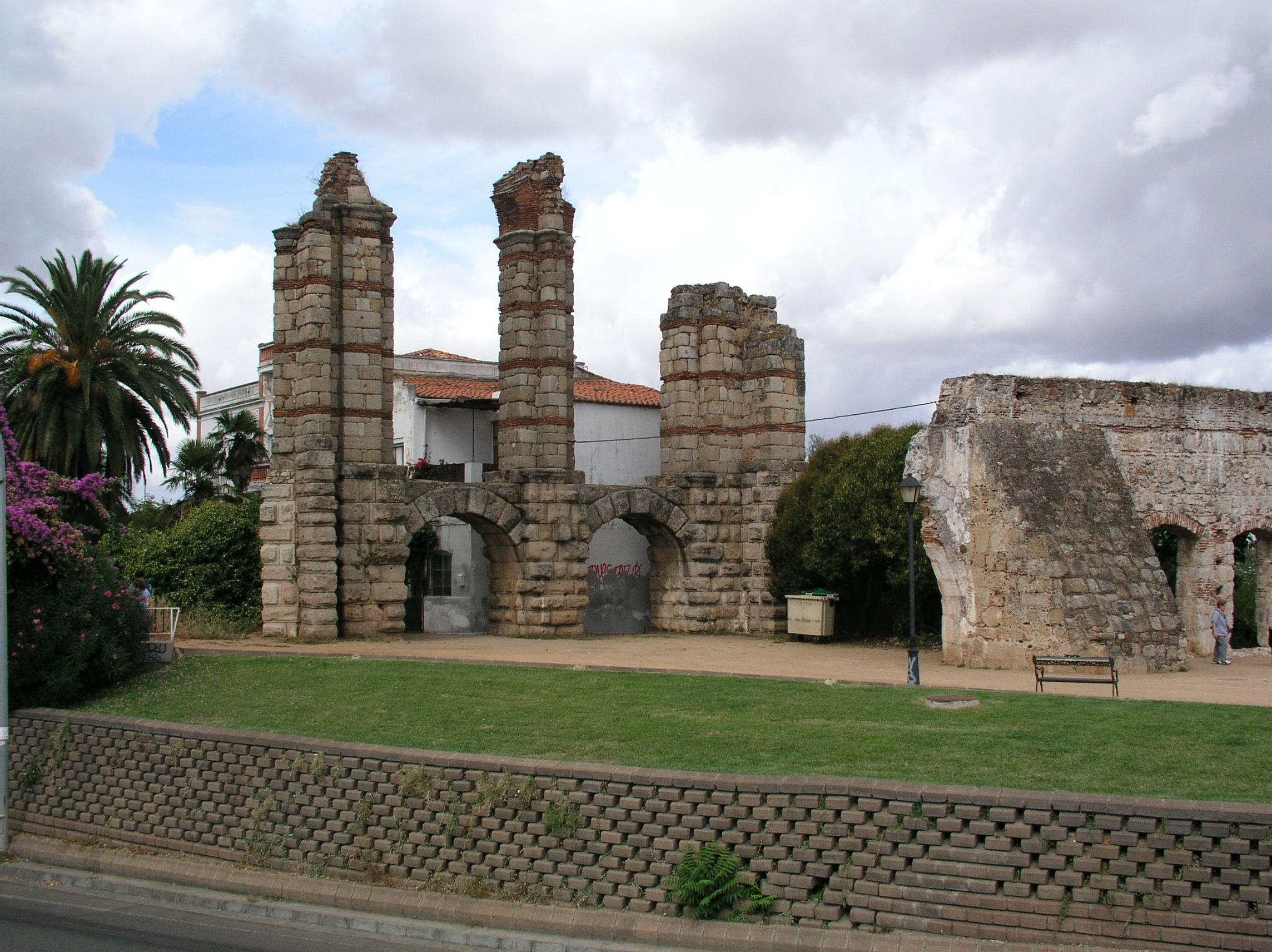
Acueducto de San Lázaro

Der Acueducto de Rabo de Buey im Viertel San Lazaro brachte Wasser aus den Bächen nördlich der Stadt, die unterirdische Wasserleitung ist gut erhalten. Von den Bögen über das Albarregastal sind nur noch drei erhalten sowie einige in Nachbarschaft zum römischen Circus. Der Aquädukt wurde im 16. Jahrhundert durch einen wenig eleganten Neubau ersetzt.

### Weitere Sehenswürdigkeiten
- Santa Eulalia (Mérida), frühchristliche Kirche
- Mithräum (Tempel des Mithraskults)
- Museo Nacional de Arte Romano mit Mosaiken, Grabstelen, einer Münzsammlung sowie Gebäuderesten aus der Römerzeit
- etwa 100 km nördlich befindet sich die Brücke von Alcántara, eine von Mérida mitfinanzierte Brücke, die die Stadt und die römische Provinz Lusitanien mit dem Nordwesten der iberischen Halbinsel verband.